# Landon Powell
Landon Reed Powell (nascido em 19 de março de 1982) é um ex-jogador profissional de beisebol na Major League Baseball que atuou como catcher pelo Oakland Athletics de 2009 até 2011. Foi o catcher no jogo perfeito de Dallas Braden em 9 de maio de  2010.